# Сайди (Верхоянський улус)
Сайди (рос. Сайды) — село Верхоянського улусу, Республіки Саха Росії. Входить до складу Егінського наслегу.
Населення — 684 особи (2002 рік).
Село розташоване за 193 кілометри від адміністративного центру улусу — міста Верхоянська.